# Liste des unités confédérées de la Caroline du Nord de la guerre de Sécession
C'est la liste des unités confédérées de la Caroline du Nord de la guerre de Sécession. La liste des unités unionistes de la Caroline du Nord de la guerre de Sécession est indiquée séparément.

## Infanterie
- 1st (Bethel Regiment) Infantry (6 mois) - premier régiment d'infanterie (Bethel)
- 1st Infantry - premier régiment d'infanterie de Caroline du Nord
- 2nd Infantry - deuxième régiment d'infanterie de Caroline du Nord
- 3rd Infantry - troisième régiment d'infanterie de Caroline du Nord
- 4th Infantry - quatrième régiment d'infanterie de Caroline du Nord
- 5th Infantry - cinquième régiment d'infanterie de Caroline du Nord
- 6th Infantry - sixième régiment d'infanterie
- 7th Infantry - septième régiment d'infanterie de Caroline du Nord
- 8th Infantry - huitième régiment d'infanterie
- 11th (Bethel Regiment) Infantry - onzième régiment d'infanterie (Bethel)
- 12th Infantry - douzième régiment d'infanterie de Caroline du Nord
- 13th Infantry - treizième régiment d'infanterie
- 14th Infantry - quatorzième régiment d'infanterie
- 15th Infantry - quinzième régiment d'infanterie
- 16th Infantry - seizième régiment d'infanterie
- 17th Infantry - dix-septième régiment d'infanterie de Caroline du Nord
- 18th Infantry - dix-huitième régiment d'infanterie de Caroline du Nord
- 20th Infantry - vingtième régiment d'infanterie de Caroline du Nord
- 21st Infantry - vingt-et-unième régiment d'infanterie
- 22nd Infantry - vingt-deuxième régiment d'infanterie
- 23rd Infantry - vingt-troisième régiment d'infanterie
- 24th Infantry - vingt-quatrième régiment d'infanterie
- 25th Infantry - vingt-cinquième régiment d'infanterie
- 26th Infantry - vingt-sixième régiment d'infanterie de Caroline du Nord
- 27th Infantry - vingt-septième régiment d'infanterie
- 28th Infantry - vingt-huitième régiment d'infanterie
- 29th Infantry - vingt-neuvième régiment d'infanterie
- 30th Infantry - trentième régiment d'infanterie
- 31st Infantry - trente-et-unième régiment d'infanterie
- 32nd Infantry - trente-deuxième régiment d'infanterie
- 33rd Infantry - trente-troisième régiment d'infanterie
- 34th Infantry - trente-quatrième régiment d'infanterie
- 35th Infantry - trente-cinquième régiment d'infanterie
- 37th Infantry - trente-septième régiment d'infanterie
- 38th Infantry - trente-huitième régiment d'infanterie
- 39th Infantry - trente-neuvième régiment d'infanterie

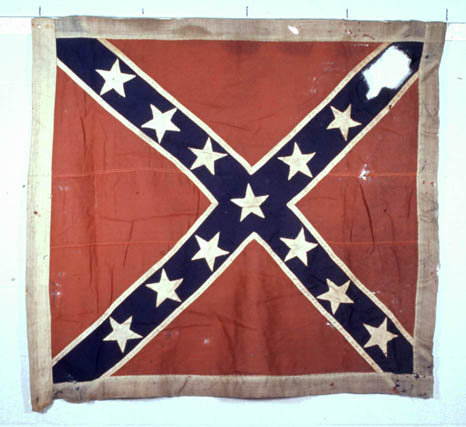
Drapeau du 6th North Carolina Infantry

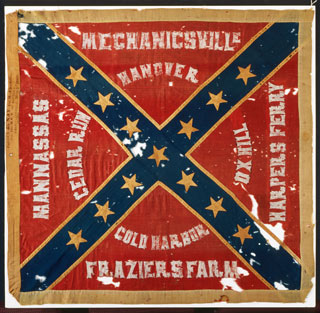
Drapeau du 18th North Carolina Infantry

Drapeau du 39th North Carolina Infantry

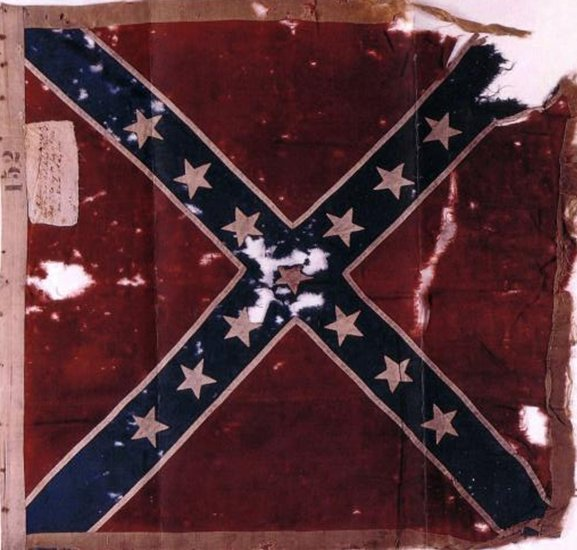
Drapeau du 49th North Carolina Infantry

- 42nd Infantry - quarante-deuxième régiment d'infanterie
- 43rd Infantry - quarante-troisième régiment d'infanterie de Caroline du Nord
- 44th Infantry - quarante-quatrième régiment d'infanterie de Caroline du Nord
- 45th Infantry - quarante-cinquième régiment d'infanterie de Caroline du Nord
- 46th Infantry - quarante-sixième régiment d'infanterie de Caroline du Nord
- 47th Infantry - quarante-septième régiment d'infanterie
- 48th Infantry - quarante-huitième régiment d'infanterie
- 49th Infantry - quarante-neuvième régiment d'infanterie de Caroline du Nord
- 50th Infantry - cinquantième régiment d'infanterie de Caroline du Nord
- 51st Infantry - cinquante-et-unième régiment d'infanterie
- 52nd Infantry - cinquante-deuxième régiment d'infanterie
- 53rd Infantry - cinquante-troisième régiment d'infanterie de Caroline du Nord
- 54th Infantry - cinquante-quatrième régiment d'infanterie
- 55th Infantry - cinquante-cinquième régiment d'infanterie
- 56th Infantry - cinquante-sixième régiment d'infanterie de Caroline du Nord
- 57th Infantry - cinquante-septième régiment d'infanterie
- 58th Infantry - cinquante-huitième régiment d'infanterie
- 60th Infantry - soixantième régiment d'infanterie
- 61st Infantry - soixante-et-unième régiment d'infanterie
- 62nd Infantry - soixante-deuxième régiment d'infanterie
- 64th Infantry (onzième bataillon, régiment d'Allen) - soixante-quatrième régiment d'infanterie
- 66th Infantry - soixante-sixième régiment d'infanterie
- 67th Infantry - soixante-septième régiment d'infanterie
- 68th Infantry - soixante-huitième régiment d'infanterie
- 69th Infantry - soixante-neuvième régiment d'infanterie
- Deuxième bataillon d'infanterie
- Sixième bataillon d'infanterie (bataillon de Cohoon, infanterie de Virginie)
- Neuvième bataillon de tireurs d'élite (1re)
- Treizième bataillon d'infanterie
- Dix-septième bataillon (Avery)
- Dix-huitième bataillon (McRae)
- Vingt-cinquième bataillon (Bingham)
- Bataillon de Singletary (27th Infantry)
- Bataillon de Rogers (47th Infantry)
- Bataillon de Williams (32nd Infantry)

### Réserves juniors
- 1st Junior Reserves (70th Infantry) - premier régiment des réserves juniors
- 2nd Junior Reserves (71st Infantry) - deuxième régiment des réserves juniors
- 3rd Junior Reserves (72nd Infantry) - troisième régiment des réserves juniors
- Premier bataillon des réserves juniors
- Deuxième bataillon des réserves juniors
- Quatrième bataillon des réserves juniors
- Cinquième bataillon des réserves juniors
- Sixième bataillon des réserves juniors
- Septième bataillon des réserves juniors
- Huitième bataillon des réserves juniors
- Neuvième bataillon des réserves juniors
- Bataillon de Millard des réserves juniors (20e bataillon)

### Réserves seniors
- 4th Senior Reserves (73th Infantry) - quatrième régiment des réserves seniors
- 5th Senior Reserves (74th Infantry) - cinquième régiment des réserves seniors
- 6th Senior Reserves (76th Infantry) - sixième régiments des réserves seniors
- 7th Senior Reserves (77th Infantry) - septième régiment des réserves seniors
- 8th Senior Reserves (78th Infantry) - huitième régiment des réserves seniors
- Troisième bataillon des réserves seniors
- Bataillon d'Erwin des réserves seniors (21e bataillon)
- Bataillon de Hill des réserves seniors (22e bataillon)
- Bataillon de Littlejohn des réserves seniors  (23e bataillon)

## Cavalerie
- 1st Cavalry (9th State Troops) - premier régiment de cavalerie (neuvième troupes d'État)
- 2nd Cavalry (19th State Troops) - deuxième régiment de cavalerie (dix-neuvième troupes d'État)
- 3rd Cavalry (41st State Troops) - troisième régiment de cavalerie (quarante-et-unième troupes d'État)
- 4th Cavalry (59th State Troops) - quatrième régiment de cavalerie (cinquante-neuvième troupes d'État)
- 5th Cavalry (63rd State Troops) - cinquième régiment de cavalerie (soixante-troisième troupes d'État)
- 6th Cavalry (65th State Troops) - sixième régiment de cavalerie (soixante-cinquième troupes d'État)
- 7th Cavalry (75th State Troops) - septième régiment de cavalerie (soixante-quinzième troupes d'État)
- 8th Cavalry (79th State Troops) - huitième régiment de cavalerie (soixante-dix-neuvième troupes d'État)
- Cinquième bataillon de cavalerie
- Septième bataillon de cavalerie
- Douzième bataillon de cavalerie
- Treizième bataillon de cavalerie (66th Infantry)
- Quatorzième bataillon de cavalerie
- Quinzième bataillon de cavalerie, service de l'Etat
- Seizième bataillon de cavalerie

### Rangers partisans
- Quatrième bataillon de rangers partisans (66th Infantry)
- Huitième bataillon de rangers partisans (treizième bataillon de cavalerie)
- Onzième bataillon de rangers partisans
- Bataillon d'Evans de rangers partisans (63rd Infantry)
- Compagnie de Lawrence des volontaires (rangers partisan de Wilson)
- Compagnie de Swindell de rangers partisans

## Artillerie
- 1st Artillery (10th State Troops) - premier régiment d'artillerie (dixième troupes d'État)
- 2nd Artillery (3-th State Troops) - deuxième régiment d'artillerie (trente-sixième troupes d'État)
  - Artillerie montée de Wilmington (compagnie A) (batterie de Southerlands)
- 3rd Artillery (40th State Troops) - troisième régiment d'artillerie (quarantième troupes d'État)

### Artillerie légère
- Troisième bataillon d'artillerie légère
  - Batterie d'Edenton Bell (compagnie B)
- Treizième bataillon d'artillerie légère

### Artillerie lourde
- Premier bataillon d'artillerie lourde (neuvième bataillon)
- Deuxième bataillon d'artillerie lourde (dixième bataillon)

## Légions
- Légion de Thomas
  - 69th Infantry Regiment - soixante-neuvième régiment d'infanterie
  - Bataillon de cavalerie de Walker
  - Bataillon Cherockee
  - Batterie de Levi (Barr) d'artillerie légère

## Divers
- 1st Detailed Men (81st State Troops)
- 2nd Detailed Men (82nd State Troops)
- 3rd Detailed Men (83rd State Troops)
- Deuxième conscrits
- Sixième bataillon des gardes d'Armory
- Dix-neuvième bataillon (Mallett), (garde du camp)
- Bataillon du comté de Cumberland, Detailed Men
- Bataillon de McLean, des hommes de service léger (Light Duty Men)
- Bataillon de Rencher, Detailed Men (vingt-quatrième bataillon)
- Compagnie de Bank (garde de Currituck)
- Compagnie de Bass
- Compagnie de Brown
- Compagnie de Doughton (gris d'Alleghany)
- Compagnie de Galloway, des gardes-côtes
- Compagnie de Giddins (Detailled and Petitioned Men)
- Compagnie de Howard, gardes de Prison
- Compagnie de Jones (force de soutien)
- Compagnie de Mallett
- Compagnie de McDugald
- Compagnie de McMillan
- Conscrits, non affectés
- Compagnie de Moseley (artillerie de Sampson)
- Compagnie de Townsend (troupes d'État)
- Compagnie de Wallace (garde du chemin de fer de Wilmington)

### Milice
- 1st Militia - premier régiment de la milice
- 15th Militia - quinzième régiment de la milice
- 30th Militia - trentième régiment de la milice
- 33rd Militia - trente-troisième régiment de la milice
- 51st Militia - cinquante-et-unième régiment de la milice
- Bataillon spécial de Clark, 16th Militia (seizième régiment de la milice)
- Compagnie de Whitman, soixante-sixième bataillon de la milice

### Home Guards
- 1st Home Guards - premier régiment des Home Guards
- 2nd Home Guards - deuxième régiment des Home Guards
- 3rd Home Guards - troisième régiment des Home Guards
- 4th Home Guards - quatrième régiment des Home Guards
- 5th Home Guards - cinquième régiment des Home Guards
- 6th Home Guards - sixième régiment des Home Guards
- 7th Home Guards - septième régiment des Home Guards
- 8th Home Guards - huitième régiment des Home Guards
- 1st Battalion, Home Guards - premier bataillon des Home Guards
- 2nd Battalion, Home Guards - deuxième bataillon des Home Guards
- 3rd Battalion, Home Guards - troisième bataillon des Home Guards
- 4th Battalion, Home Guards - quatrième bataillon des Home Guards
- 7th Battalion, Home Guards - septième bataillon des Home Guards
- 8th Battalion, Home Guards - huitième bataillon des Home Guards
- 10th Battalion, Home Guards - dixième bataillon des Home Guards
- 14th Battalion, Home Guards - quatorzième bataillon des Home Guards
- 18th Battalion, Home Guards - dix-huitième bataillon des Home Guards
- 21st Battalion, Home Guards - vingt-et-unième bataillon des Home Guards
- 22nd Battalion, Home Guards - vingt-deuxième bataillon des Home Guards
- 23rd Battalion, Home Guards - vingt-troisième bataillon des Home Guards
- 24th Battalion, Home Guards - vingt-quatrième bataillon des Home Guards
- 26th Battalion, Home Guards - vingt-sixième bataillon des Home Guards
- 27th Battalion, Home Guards - vingt-septième bataillon des Home Guards
- 29th Battalion, Home Guards - vingt-neuvième bataillon des Home Guards
- 37th Battalion, Home Guards - trente-septième bataillon des Home Guards
- 48th Battalion, Home Guards - quarante-huitième bataillon des Home Guards
- 59th Battalion, Home Guards - cinquante-neuvième bataillon des Home Guards
- 63rd Battalion, Home Guards - soixante-troisième bataillon des Home Guards
- 64th Battalion, Home Guards - soixante-quatrième bataillon des Home Guards
- 68th Battalion, Home Guards - soixante-huitième bataillon des Home Guards
- 69th Battalion, Home Guards - soixante-neuvième bataillon des Home Guards
- 72nd Battalion, Home Guards - soixante-douzième bataillon des Home Guards

### Troupes de la défense locale
- Deuxième bataillon, troupes de défense locale
- Compagnie d'Allen, défense locale
- Compagnie de Cox , défense locale (garde de la prévôté de Kingston)
- Compagnie de Croom, défense locale (gardes de Kingston, garde de la prévôté de Kingston)
- Compagne de Gibb, défense locale
- Compagnie de Griswold, défense locale (garde de le prévôté de Goldsboro)
- Compagnie de Hoskins, défense locale
- Compagnie de Howard, cavalerie de la défense locale
- Compagnie de Lee, défense locale (gris argent)
- Compagnie de Nelson, défense locale
- Compagnie de Snead, défense locale